# Sydax amazonicus
Sydax amazonicus là một loài bọ cánh cứng trong họ Cerambycidae.